# 모식속
모식속(模式屬, type genus)은 분류학에서 과(科)를 정의할 수 있는 속(種)을 말한다.

## 같이 보기
- 이명법
- 모식종
- 생물학적 유형